# Classifica musicale
La classifica musicale è una classifica che viene stilata da diversi organi, come i giornali o le trasmissioni televisive-radiofoniche di carattere musicale, con le quali il pubblico può sapere quali canzoni sono maggiormente ascoltate o comprate.

## Classifica ascolti
Tramite la classifica degli ascolti, è possibile sapere quali canzoni sono state maggiormente ascoltate dal pubblico in un determinato periodo di tempo.

## Classifica musica scaricata
Questa classifica, di recente costituzione, tiene conto del volume di canzoni scaricate da internet, e mettendo in lista quelle più o meno scaricate.

## Classifica album
Questa classifica tiene conto del numero di album acquistati.